# Gottlieb Satzger

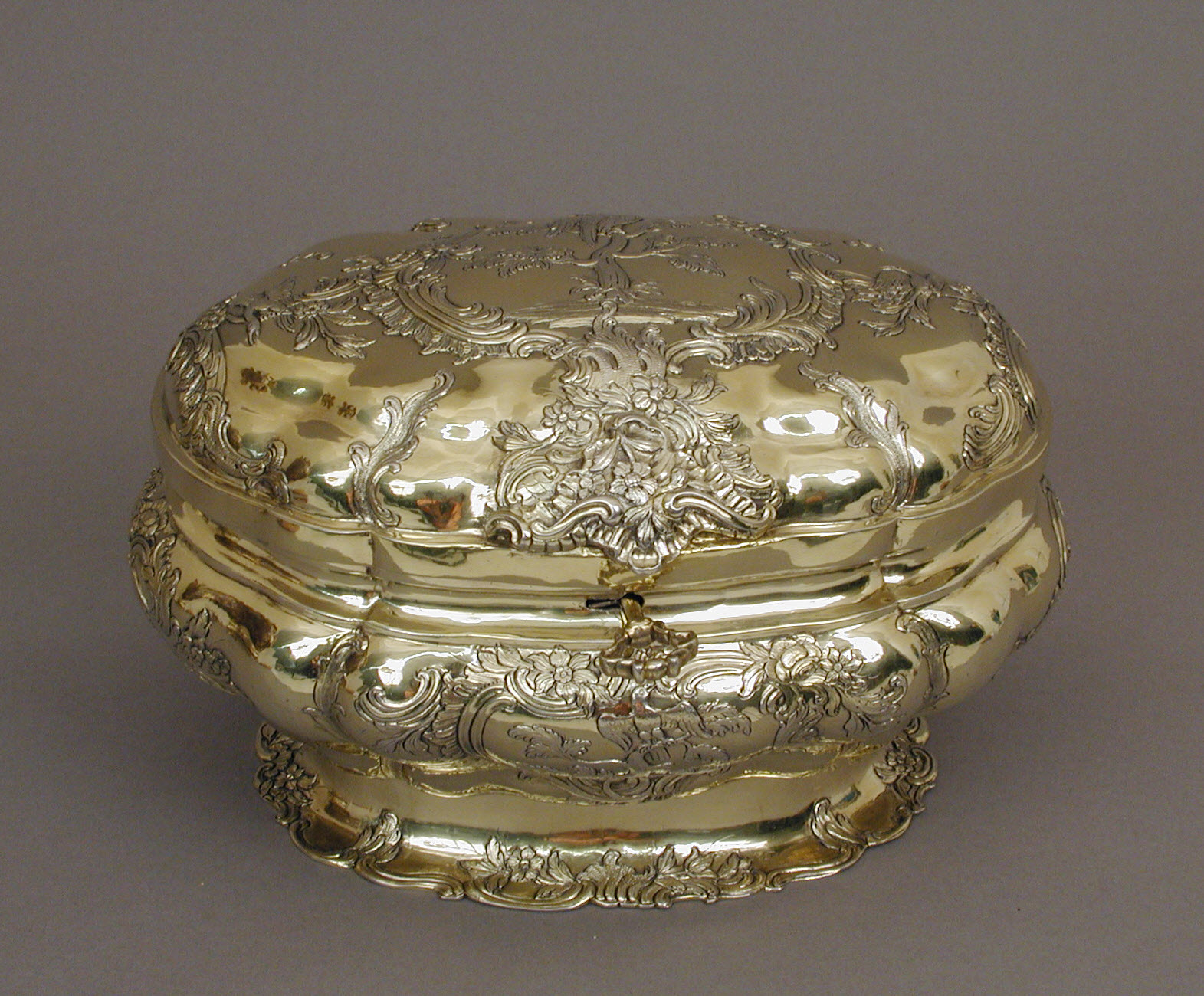
Wyrób G. Satzgera - srebrna szkatuła z 1775–77. Metropolitan Museum of Art

Gottlieb Satzger (ur. ok.  1709, zm. w 1783) – niemiecki złotnik czynny w Augsburgu w XVIII w.
Był synem złotnika Philippa Jakoba. Pracował w Augsburgu od 1746 do śmierci. Mistrzem złotniczym został w 1746, a w 1750 ożenił się. Jego starszym bratem był inny augsburgski złotnik Johann Martin Satzger.
Tworzył przede wszystkim ozdobne serwisy podróżne i zestawy toaletowe. Uważa się go za jednego z najlepszych złotników tworzących w stylu rokokowym. 
Dzieła Satzgera znajdują się w kolekcjach m.in. Metropolitan Museum of Art, Muzeum Wiktorii i Alberta, Wallace Collection, Bayerisches Nationalmuseum (kredens srebrny, złocony ok. 1752), Muzeum Żydowskiego w Nowym Jorku, a w Polsce w zbiorach Muzeum Narodowego w Krakowie, Zamku Królewskiego na Wawelu oraz warszawskiego Zamku Królewskiego.